# SO-4

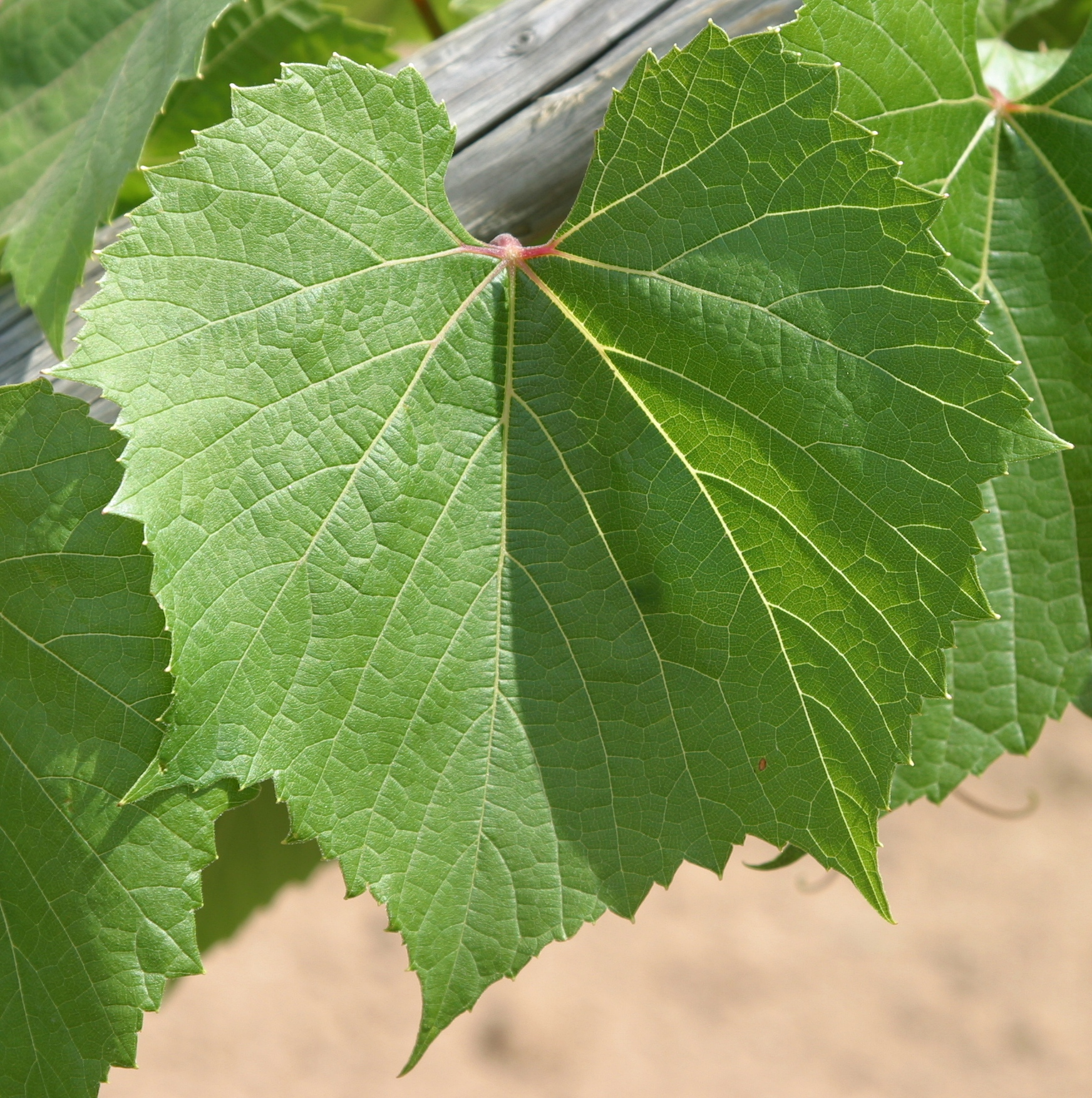
List révy vinné, odrůda SO-4

Berlandieri x Riparia SO-4 (zkratka SO-4) je odrůda révy, speciálně vyšlechtěná jako podnož, interspecifický kříženec (též hybridní odrůda, mezidruhové křížení, PiWi odrůda) Vitis berlandieri x Vitis riparia. Konečná selekce této podnožové odrůdy révy byla provedena v německém Oppenheimu.
Vitis berlandieri je původní druh révy, pocházející z jižní části severoamerického kontinentu, divoce rostoucí především v Texasu, v Novém Mexiku a v Arkansasu. Je znám především svou tolerancí vůči vysokému obsahu vápníku v půdě. Když evropské vinice koncem 19. století napadl révokaz, zavlečený z Ameriky a bylo nutné začít roubovat evropské odrůdy původu Vitis vinifera na americké podnože, bylo zpočátku obtížné najít révu, která by dobře prospívala v půdách, bohatších na vápník. To Vitis berlandieri sice splňuje, ale na druhé straně se špatně přizpůsobuje roubování. Proto se různé podnože, odolné révokazu a tolerantní vůči obsahu vápníku v půdě, získávají křížením druhů Vitis berlandieri a Vitis riparia, někdy s podílem genů Vitis rupestris nebo Vitis vinifera.
Vitis riparia je původní druh révy, rozšířený na východním pobřeží severoamerického kontinentu od kanadské provincie Québec do Texasu, ale divoce rostoucí i v některých vnitrozemských státech, jako například Montana, Severní Dakota či Nebraska. Je to odolná a dlouhověká rostlina, schopná dosáhnout až do vrcholků nejvyšších stromů. Její tmavomodré plody byly používány již původními obyvateli Ameriky k výrobě želé, džemu a pravděpodobně i alkoholických nápojů. Výhodou tohoto druhu révy při šlechtění podnoží je vysoká odolnost vůči mrazu, houbovým chorobám, tolerance vůči révokazu a přizpůsobivost různým půdním typům. Geny Vitis riparia nese i poměrně značné množství hybridních moštových odrůd.

## Popis
Podnožová odrůda révy Berlandieri x Riparia SO-4 je dvoudomá dřevitá pnoucí liána, dorůstající v kultuře až několika metrů. Kmen tloušťky až několik centimetrů je pokryt světlou borkou, která se loupe v pruzích. Úponky révy umožňují této rostlině pnout se po pevných předmětech, jsou často vícekrát rozvětvené (na rozdíl například od K 5BB). Růst je středně bujný až slabší. Včelka je bělavě růžová, silně bíle vlnatě ochmýřená. Vrcholek letorostu je slabě bíle vlnatě ochmýřený, bronzově zelený až červenavě hnědozelený s narůžovělými okraji. Letorost je žebernatý, silný, s dlouhými internodii (14 cm), tmavočervený na osluněné straně, s tmavě fialovými uzly, hnědozelený na zastíněné straně, mírně ochmýřený, často ohnutý. Jednoleté réví je středně silné, mírně zploštělé, světle šedé, na uzlech čokoládově hnědé, očka jsou středně velká, zaoblená.
První dva mladé lístky jsou bronzově zbarvené, středně silně pavučinovitě ochmýřené, často celokrajné, s podehnutými okraji, další listy jsou třílaločnaté s mělkými výkroji, zelené s lehkým bronzovým nádechem, ochmýření postupně slábne. Dospělý list je středně velký až velký, klínovitý až skoro čtvercového tvaru, nečleněný, tří- až pětilaločnatý s mělkými výkroji, na líci tmavozelený, hladký až mírně vrásčitý, slabě obrvený, na rubu světle zelený, hladký, řapíkový výkroj je široce otevřený, ve tvaru „U“ až lyrovitý, většinou s oblým dnem, ale výjiměčně i se zaostřeným dnem, řapík je silný, jemně obrvený, u řapíkového výkroje růžovofialový, je kratší než střední žíla listu.
Květenství je malé, vytvořené ze samčích, vždy sterilních květů, hrozny odrůda nevytváří.

## Původ a rozšíření
Berlandieri x Riparia SO-4 je odrůda révy, speciálně vyšlechtěná jako podnož, interspecifický kříženec Vitis berlandieri x Vitis riparia. Odrůdu vyšlechtil Hans-Christian Rodrian v německém Oppenheimu (Dienstleistungszentrum Ländlicher Raum Rheinpfalz) selekcí z podnože Teleki 4B, tedy z materiálu maďarského šlechtitele Sigmunda Telekiho. Telekimu zaslal semenáčky v roce 1886 Francouz Resseguier, který je autorem původního křížení. 
SO-4 patří k nejdůležitějším a nejrozšířenějším podnožím nejen v Německu, ale též například v Rakousku, v Maďarsku, ve Francii, v USA, v Kanadě, Austrálii, na Novém Zélandu a v mnoha dalších vinařských zemích. Do Státní odrůdové knihy České republiky byla odrůda zapsána roku 1979. V ČR byla roku 2010 vysazena na 10 ha podnožových vinic, které byly průměrného stáří 10 let, patří zde mezi nejčastěji používané podnože. Registrován je u nás klon PO-07, udržovateli odrůdy v ČR jsou Ampelos – Šlechtitelská stanice vinařská Znojmo, Ing. Alois Tománek a Šlechtitelská stanice vinařská Polešovice. 
Spontánní mutací odrůdy SO-4 a následnou selekcí vznikla v Německu nová podnož s názvem Binova (též Binowa), která má jednopohlavní gynoidní květenství, je tolerantnější na různé druhy půd, snese vyšší obsah aktivního vápníku v půdě, je odolnější k chlorózám a taktéž vhodná pro odrůdy, náchylné ke sprchávání. Roku 1999 se v Německu pěstovala na 2 ha podnožových vinic.

## Název
Název odrůdy vznikl kombinací názvů obou rodičovských druhů révy. Používané synonymum SO-4 je pracovním názvem odrůdy, zkratkou názvu Selektion Oppenheim 4, vytvořeného dle místa selekce odrůdy. Další, lokálně používaná synonyma jsou Оппенгейм СО-4, Берландиери x Рипариа СО4, СО-4, селекции Оппенгейма-4 (vše Rusko), SO 4, Oppenheim 4, Oppenheim SO4.

## Pěstování
Vegetační cyklus od rašení do opadu listů je 179 dní při sumě aktivních teplot (SAT) 3270 °C. Réví vyzrává na 80-90 %. Růst je středně bujný až slabší, naštěpované odrůdy na ni rostou středně bujně. Zakořeňování je velmi dobré, proniká do půdy do hloubky 2 m. Odolnost vůči mrazu je dobrá (−27 °C), vůči suchu střední až slabší, odolnost vůči houbovým chorobám, révokazu na kořenovém systému a háďátku je dobrá, vůči révokazu na listech nižší. Podnož je používána zejména pro střední vedení. 

### Půdy
Odrůda snáší přibližně do 18 % aktivního Ca v půdě, je tedy průměrně odolná. Nesnáší suché, kyselé a zasolené půdy, není vhodná do lehkých a málo úrodných půd ani do půd vysýchavých, je vhodná do hlinitých a písčitohlinitých půd s dostatkem vody, do humózních, stejnoměrně vlhkých půd. 

### Využití
Odrůda vyzrává poměrně brzy a tím podporuje zrání hroznů a vyzrávání dřeva, zvyšuje výnos hroznů a zkracuje jejich nástup do plodnosti. Afinita k odrůdám Vitis vinifera je dobrá. Je vhodná pro odrůdy, náchylné ke sprchávání a pro bujně až velmi bujně rostoucí jakostní odrůdy, jako například Neuburské, Ryzlink rýnský, Sylvánské zelené, Tramín červený, Veltlínské zelené, Děvín, Chardonnay, Pálava, Sauvignon, Frankovka, Alibernet, Svatovavřinecké aj.

### Multimédia
- Ing. Radek Sotolář : Multimediální atlas podnožových, moštových a stolních odrůd révy, Mendelova zemědělská a lesnická universita Brno, zahradnická fakulta v Lednici
- Martin Šimek : Encyklopédie všemožnejch odrůd révy vinné z celýho světa s přihlédnutím k těm, co již ouplně vymizely, 2008-2012